# 吉尔-41047

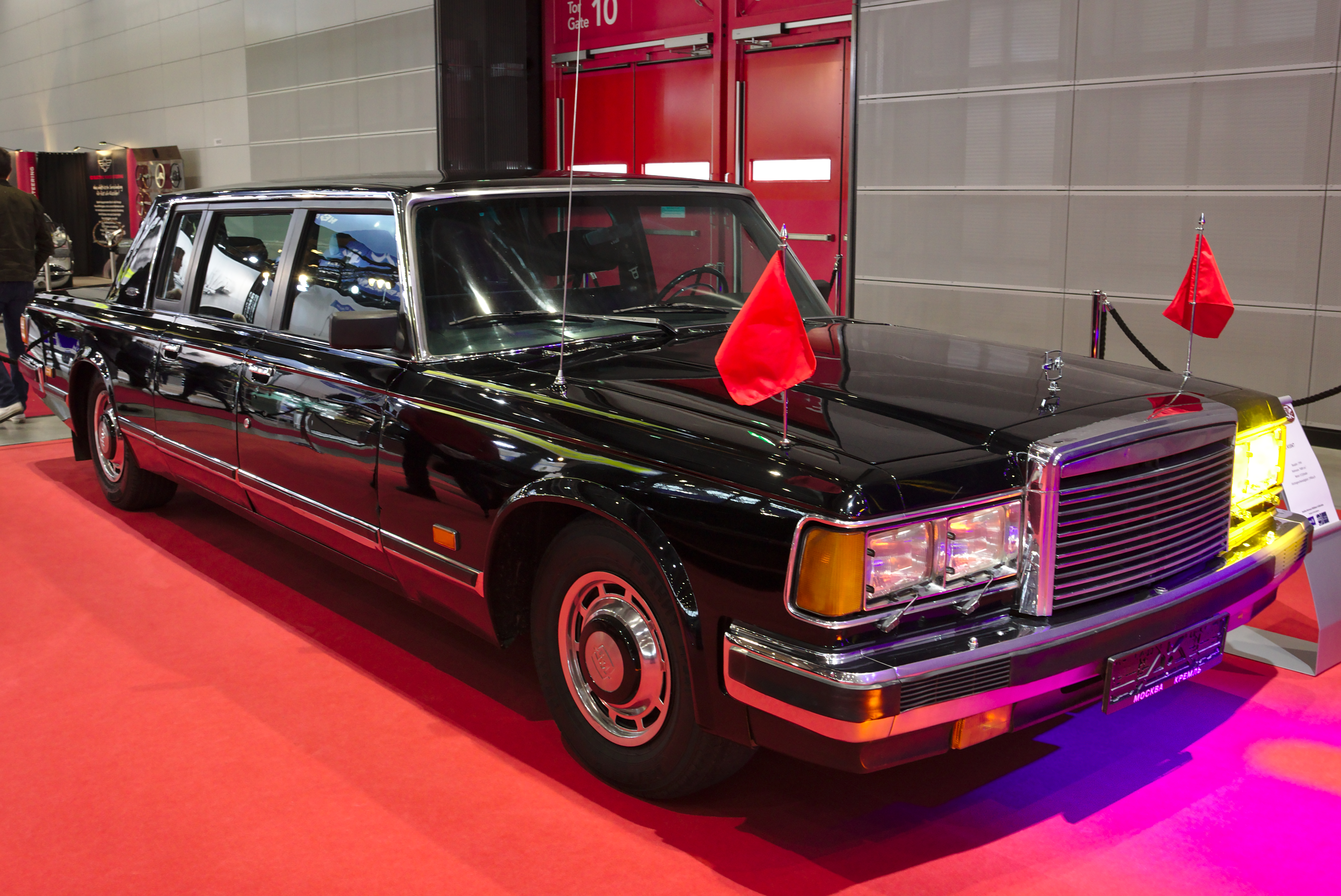
吉尔-41047

吉尔-41047(俄语：ЗИЛ-41047)是苏联制造的一型豪华轿车。1985年开始生产的吉尔-41047及随后的一系列改进型车，被称为“伟大和恐怖”的吉尔。吉尔-41047轿车长6339毫米，在1985年至2000年一直占据着世界最长系列轿车的宝座。
该车的重量高达3吨（3,550 kg） 。最高时速190 km/h ，V型8缸引擎，排量达7.7L，马力为315匹。变速箱为三速自动变速箱。
曾经作为戈尔巴乔夫坐驾的吉尔-41047为了防止暗杀，全车覆盖了75毫米厚的特种装甲，重量超过6吨。
其它衍生车型还有轴距为3300mm的五座版本、特殊通讯车、又名“蝎子”的护送车、电影道具车，纪念卫国战争胜利65周年阅兵车等。
在吉尔41047基础上改进的警卫车于1986年开始配备克里姆林宫总统卫队，配315匹马力7.7升V8发动机，车身两侧配有站在外边的踏板和扶手，车顶可活动，把原来宽敞的后排大沙发变成了几个紧凑的座椅，便于多名安保人员坐在里边。